# ۲۴ ساعت در زندگی یک زن (فیلم ۱۹۴۴)
«۲۴ ساعت در زندگی یک زن» (اسپانیایی: 24 Horas en la Vida de una Mujer یا Veinticuatro horas en la vida de una mujer‎) یک فیلم محصول کشور آرژانتین است که در سال ۱۹۴۴ منتشر شد.